# Equação de Ramberg-Osgood
A equação de Ramberg-Osgood é uma expressão desenvolvida para descrever a relação não-linear entre tensões e deformações perto da tensão de cedência.
Na sua forma original, a expressão para a deformação assume a seguinte forma:
{\displaystyle \epsilon ={\frac {\sigma }{E}}+K\left({\frac {\sigma }{E}}\right)^{n}}
Onde:
- {\displaystyle \epsilon } representa a deformação,
- {\displaystyle \sigma } representa a tensão,
- {\displaystyle E} é o Módulo de Young, e
- {\displaystyle K} e {\displaystyle n} são constantes associadas às propriedades físicas do material.

O primeiro termo do segundo membro, {\displaystyle {\sigma }/{E}\,}, corresponde à componente elástica da deformação, enquanto que o segundo termo, {\displaystyle \ K({\sigma }/{E})^{n}}, contabiliza a parcela de deformação plástica.  Os parâmetros {\displaystyle K} e {\displaystyle n} descrevem o encruamento do material.
Ao introduzir a tensão de cedência do material, {\displaystyle \sigma _{0}}, e definindo um novo parâmetro, {\displaystyle \alpha }, relacionado com {\displaystyle K} como {\displaystyle \alpha =K({\sigma _{0}}/{E})^{n-1}\,}, é conveniente apresentar a expressão da seguinte forma:
{\displaystyle \ K\left({\frac {\sigma }{E}}\right)^{n}=\alpha {\frac {\sigma _{0}}{E}}\left({\frac {\sigma }{\sigma _{0}}}\right)^{n}}
Substituindo na primeira expressão, a equação de Ramberg–Osgood assume a seguinte forma:
{\displaystyle \epsilon ={\frac {\sigma }{E}}+\alpha {\frac {\sigma _{0}}{E}}\left({\frac {\sigma }{\sigma _{0}}}\right)^{n}}